# Cratere Lyell (Marte)
Lyell è un cratere sulla superficie di Marte.
Il cratere è dedicato al geologo scozzese Charles Lyell.